# Molve Grede
Molve Grede falu Horvátországban Kapronca-Kőrös megyében, Kaproncától 20 km-re délkeletre, községközpontjától 3 km-re keletre, a Dráva jobb partján. Közigazgatásilag Molnához tartozik.

## Története
A falu a 19. század végére kezdett benépesülni, lakói eleinte csak időlegesen tartózkodtak itt, majd állandó lakások is épültek. Lakosságát 1890-ben számlálták meg először, ekkor 209-en lakták. Lakói főként mezőgazdasággal foglalkoztak. 1910-ben 401 lakosa volt. Trianonig Belovár-Kőrös vármegye Szentgyörgyvári járásához tartozott. A második világháború után a lakosság növekedése megtorpant, majd számuk folyamatosan csökkent. 2001-ben 300 lakosa volt.

## Nevezetességei
Környezete természeti szépségekben gazdag, melyet a Dráva árterének, a mesterséges Sekuline-tó és az erdő növény és állatvilága képvisel.

## Külső hivatkozások
Molve község hivatalos oldala